# Marieke Dijkstra
Marieke Dijkstra (3 juni 1978) is Nederlands hockeyster, en speelde tot dusver (peildatum 22 oktober 2008) 13 officiële interlands (nul doelpunten) voor de Nederlandse vrouwenploeg. Daarnaast speelde ze 38 zaalinterlands.
Dijkstra is thans centrale verdedigster bij Kampong, dat in de Hoofdklasse uitkomt. Een clubspeelster pur sang, elf seizoenen lang. Haar debuut op het hoogste niveau was eerder bij Groningen, waar zij twee seizoenen voor uitkwam. Over haar eigen spel is ze 'kritisch, maar heel realistisch'.
Op 15 januari 2001 maakte Dijkstra haar debuut voor Oranje in een wedstrijd tegen Maleisië (13-0) te Kuala Lumpur, Maleisië. Als gevolg van zware concurrentie vertoonde haar interlandcarrière daarna gaten. Zij was er weer bij op het zeslandentoernooi in juni 2003 te Busan, Zuid-Korea. En nogmaals, tot veler verrassing, op de Champions Trophy 2008, te Mönchengladbach werd op 25 mei 2008 een bronzen medaille veroverd.
De zaal is het domein van de verdedigster. Waar het Nederlands dameszaalhockey daarvoor op een laag pitje stond, werd er gebouwd en succes behaald. Op 18 februari 2007 werd te Wenen de wereldtitel Zaalhockey veroverd. Een unicum in de Nederlandse vrouwenhockeyhistorie, nimmer waren de Nederlandse dames wereldkampioen in de zaal. Een jaar later volgde brons op het Europees Kampioenschap te Almería. Op 27 januari 2008 nam Dijkstra na zeven jaar afscheid als zaalinternational.
Vanaf seizoen 2021/2022 is zij de nieuwe hoofdcoach van HC 's-Hertogenbosch Dames 1.
Clubs: Kampong, Emmen, GHHC

## Belangrijkste prestaties
- Nederlands Kampioenschap zaalhockey 2005
- Nederlands Kampioenschap zaalhockey 2006
- Nederlands Kampioenschap zaalhockey 2007
- WK Zaalhockey 2007 te Wenen (Oos)
- Eurohockey Indoor Nations kampioenschap 2008 te Almería (Spa)
- Champions Trophy 2008 te Mönchengladbach (Dui)